# ديفيد هوارد (مخرج)
ديفيد هوارد (بالإنجليزية: David Howard)‏ هو مخرج أمريكي، ولد في 6 أكتوبر 1896 في فيلادلفيا في الولايات المتحدة، وتوفي في 21 ديسمبر 1941 في لوس أنجلوس في الولايات المتحدة بسبب نوبة قلبية.

## وصلات خارجية
- دايفيد هوارد على موقع IMDb (الإنجليزية)
- دايفيد هوارد على موقع ألو سيني (الفرنسية)
- دايفيد هوارد على موقع أول موفي (الإنجليزية)
- دايفيد هوارد على موقع قاعدة بيانات الأفلام السويدية (السويدية)
- دايفيد هوارد على موقع قاعدة بيانات الفيلم (الإنجليزية)
- دايفيد هوارد على موقع كينوبويسك (الروسية)